# Nová Ves (Skuhrov nad Bělou)
Nová Ves (německy Neudorf) je malá vesnice, část obce Skuhrov nad Bělou v okrese Rychnov nad Kněžnou. Nachází se asi 1,5 km na severovýchod od Skuhrova nad Bělou. V roce 2009 zde bylo evidováno 16 adres. V roce 2001 zde trvale žilo 32 obyvatel.
Nová Ves leží v katastrálním území Skuhrov nad Bělou o výměře 8,85 km2.